# Coppa Bernocchi 1947
La Coppa Bernocchi 1947, ventinovesima edizione della corsa, si svolse il 14 settembre 1947 su un percorso di 256 km con partenza e arrivo a Legnano. Fu vinta dall'italiano Mario Ricci, che terminò la gara in 7h30'00", alla media di 34,133 km/h, precedendo i connazionali Sergio Maggini ed Egidio Feruglio. Conclusero la prova, valida come quinta e ultima prova del campionato italiano 1947, 39 ciclisti. Fausto Coppi, pur squalificato dalla giuria per cambio di ruota irregolare, poté festeggiare il titolo tricolore.

## Ordine d'arrivo (Top 10)
| Pos. | Corridore         | Squadra      | Tempo    |
| ---- | ----------------- | ------------ | -------- |
| 1    | Mario Ricci       | Legnano      | 7h30'00" |
| 2    | Sergio Maggini    | Benotto      | s.t.     |
| 3    | Egidio Feruglio   | Wilier Tr.   | s.t.     |
| 4    | Fiorenzo Magni    | Viscontea    | a 50"    |
| 5    | Renzo Zanazzi     | Legnano      | a 2'10"  |
| 6    | Egidio Monari     | Wilier Tr.   | s.t.     |
| 7    | Luigi Malabrocca  | Welter       | s.t.     |
| 8    | Severino Canavesi | Arbos-Talbot | 3'20"    |
| 9    | Aldo Baito        | Olmo         | s.t.     |
| 10   | Enea Antolini     | -            | s.t.     |